# Due prigionieri
Due prigionieri è un romanzo di guerra del 1926 di Lajos Zilahy, scrittore ungherese emigrato negli Stati Uniti, noto anche per la sua attività di sceneggiatore.

## Trama

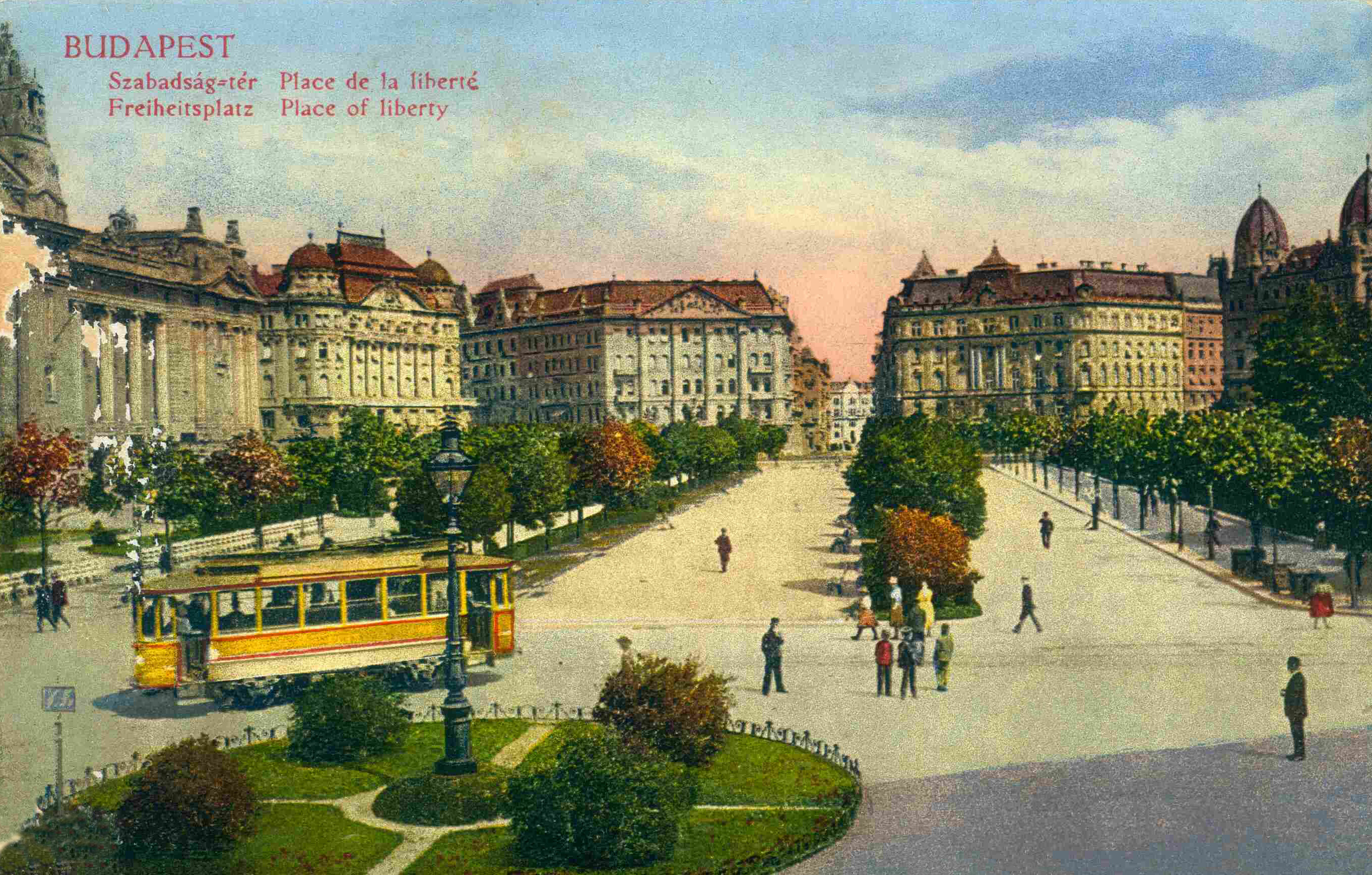
Szabadság tér nel 1912 - Una cartolina dell'epoca, dipinta a mano

### Prima della guerra, a Buda
Tutto inizia a Buda, qualche mese prima dello scoppio della Grande guerra. Due giovani, Peter e Miett si frequentano nei salotti della buona borghesia dalla capitale ungherese. "Era settembre. Le sette di sera. Sulle colline di Buda, un tárogató suonava tristemente, e pareva desse l'addio all'estate. All'angolo di una via, appoggiato al bastone, un giovane ascoltava. Ora ch'era in quei paraggi, non provava più alcun desiderio di recarsi al tè del dottore, fra gente che gli era estranea e a cui non aveva niente da dire". (Zilahy, incipit) Dopo numerosi incontri, con l'approvazione delle famiglie e degli amici, si sposano. Passano i primi sei mesi del matrimonio tra feste e ricevimenti, Peter ha una buona posizione in banca, la vita a Buda è brillante, i due sposi non si rendono conto dell'immane tragedia che sta per rovesciarsi sull'Europa intera. (Zilahy, pg. 34)

### La Grande guerra
Peter viene richiamato alle armi e dopo poco parte con il suo battaglione, per andare a combattere in Russia, dove verrà fatto prigioniero. Il padre di Miett, molto anziano, muore, lasciandola con pochi mezzi. La prigionia in Russia durerà sette anni. Lo Zar viene trucidato dai Bolscevichi che vanno al potere. Le condizioni dei prigionieri magiari sono di giorno in giorno più disperate. Nel frattempo la bella Miett, che ha adesso venticinque anni ed è una delle donne più desiderate della capitale, dopo aver cercato di resistere alla corte dell'affascinante Golgonszky, cede con fermezza. "Il corpo della donna è fatto per essere dato al maschio. L'importante è solo il gesto ed il momento in cui lo si offre". (Zilahy, pg. 331) Inizia il grande amore e il ricordo di Peter - con cui Miett ha vissuto solo pochi mesi - si stinge nel malinconico passato. Nel frattempo Peter, per resistere alla disperazione che si impossessa dei prigionieri nel campo di concentramento di Tobol'sk, in cui sono rinchiusi, frequenta una donna del villaggio: Zinajda, che tutti i giorni gli offre platonicamente la sua amicizia. (Zilahy, pg. 340)

### Il ritorno
Finalmente i prigionieri vengono riportati in patria. Miett, divisa tra l'amore per Golgonszky e il senso del dovere che la lega a Peter, si reca in stazione dove - al suono della banda municipale - arrivano i reduci della guerra, accolti dalle autorità civili e militari. Solo in stazione Miett apprende che Peter non c'è: il colonnello la informa che è morto di tifo petecchiale negli ultimi giorni di prigionia. Miett sviene e, poco dopo, sposa Golgonszky. (Zilahy, pg. 475)

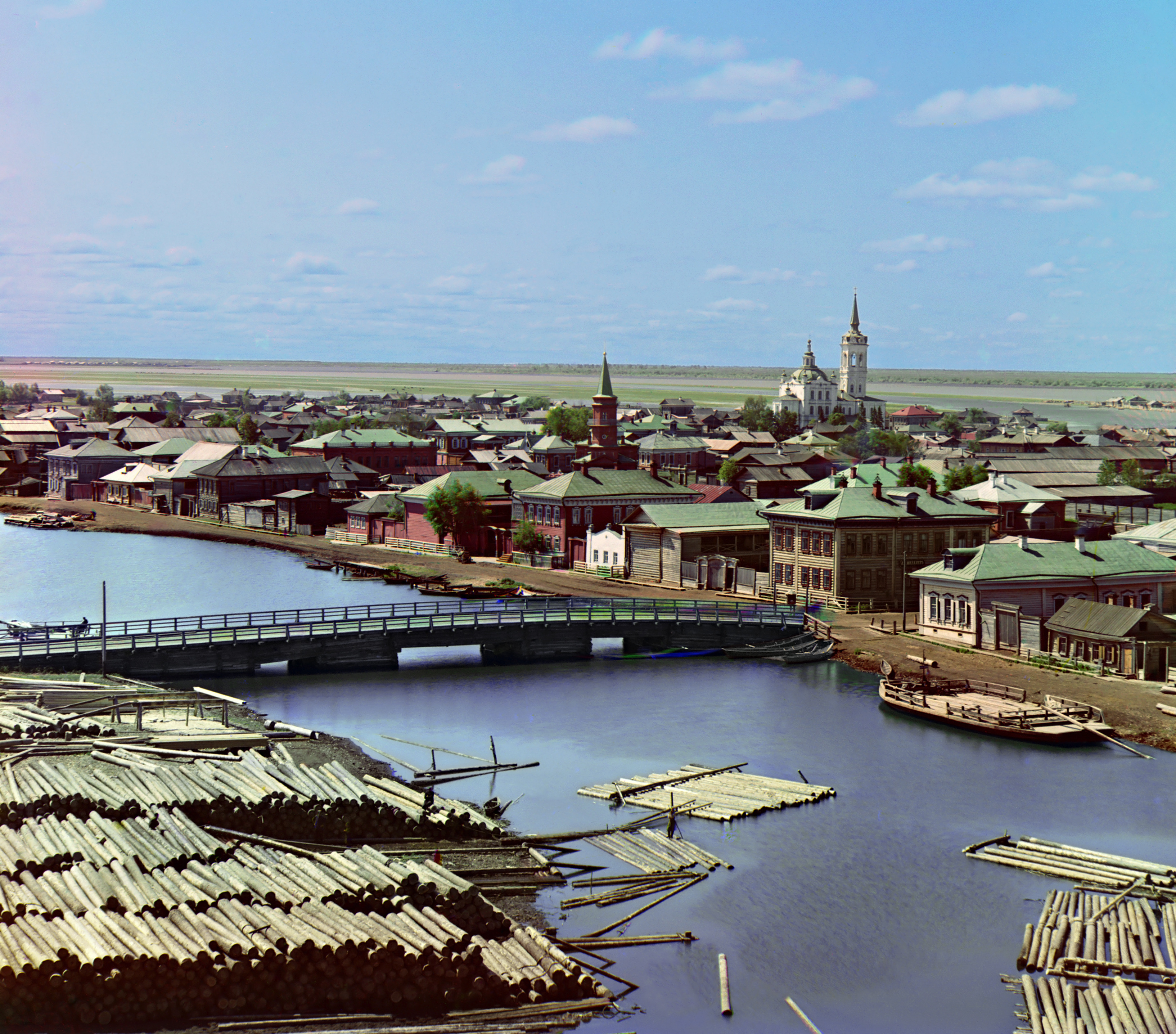
Tobol'sk, una veduta del 1912

### Il pellegrinaggio
Sono passati tre anni, Miett è madre di due belle bambine, ma non è del tutto serena: vuole sapere dov'è sepolto Peter. Sono anni che lo chiede al marito Golgonszky, che ormai è diventato Ministro del nuovo governo. Questi finalmente organizza una spedizione e - dopo aver salutato le figlie - si avventura con la moglie, il segretario e l'autista, nelle steppe ucraine, alla volta di Tobol'sk. Quando l'auto arriva in paese Golgonszky scende e chiede informazioni per raggiungere il cimitero. Sono di fronte a una piccola locanda: "Il Cacciacapriolo". Qui vede una donna (Zinajda) con una bimbetta in braccio e quello che sembra il proprietario (Peter), vestito con il camiciotto azzurro dei "Piccoli russi". Avute le informazioni risale in macchina e si avviano verso il cimitero. Peter vede, senza riconoscerla, una bella dama velata, passare dietro i vetri fumè della lussuosa vettura diplomatica. Fine. (Zilahy, pg.512)

## Trasposizioni cinematografiche
Romanzo intensamente romantico di uno scrittore che divenne celebre per le sue sceneggiature e la collaborazione alla produzione di film famosi. Negli anni trenta ha vissuto l'età d'oro del cinema ungherese, lavorando come scrittore e poi come regista. Uno dei più grandi successi della primavera del 1939 è stato Deadly, con Paul Maple e uno dei sex symbol dell'epoca: Catherine Karady.
Dal libro, "Due testimoni" è stato tratto un film, distribuito nel 1938: "Két fogoly", 78 minuti - 30 dicembre 1938 (USA), regia: Steve Sekely, sceneggiatura: Lajos Zilahy, protagonisti: Pál Jávor, Gizi Bajor e Gábor Rajnay.

## Edizioni
- Lajos Zilahy, Due prigionieri, traduzione di F, Vellani-Dionisi e G. Martucci, Edizioni Corbaccio Milano, 1937,  p. 512.